# OK54
Koordinaten: 49° 46′ 17,4″ N, 6° 39′ 52,2″ O
OK54 ist ein Fernsehsender im Westen von Rheinland-Pfalz mit Sitz in Trier. Das Programm ist nach rheinland-pfälzischem Medienrecht als „OK-TV“ zugelassen.
Der nichtkommerzielle Bürgerrundfunksender wird per Kabel in den Regionen Trier, Wittlich, in der Eifel, an der Mosel bis zur deutsch-luxemburgischen Grenze, an den unteren Gebieten der Saar sowie im Ruwertal in den jeweiligen Kabelnetzen verbreitet. Seit August 2011 ist es das erste regionale Fernsehprogramm, welches in Rheinland-Pfalz auch digital in die Kabelnetze eingespeist wird.
Ausgestrahlt wird ein 24 Stunden Programm mit überwiegend selbst produzierten Inhalten. Die Programmblöcke werden zeitweise durch den „TRIER INFOTEXT“ ergänzt, eine Art Bildschirmzeitung mit Nachrichten, Veranstaltungstipps, Wettervorhersage und Informationen zum Programm. Im Fernsehprogramm von OK54 finden sich auch die Lokalfenster von zwei weiteren Bürgersendern aus Bitburg und Wittlich.
Die Landeszentrale für Medien und Kommunikation bescheinigt OK54 „eher professionelle Strukturen“. In der Untersuchung „Indikatoren für Offene Kanäle“ zählt der Sender seit Beginn der Erhebung zu den erfolgreichsten Bürgerrundfunksendern in Rheinland-Pfalz.
Seit 2008 ist das Programm auch weltweit als IPTV-Stream im Internet zu empfangen. Viele Programminhalte sind zudem in der sendereigenen Mediathek abrufbar.

## Geschichte
Der Sender ging ursprünglich 1989 unter dem Namen „Offener Kanal Trier“ als eines der ersten Programme im damals gerade neu errichteten Breitbandkabelnetz Trier der Deutschen Bundespost auf Sendung. Bereits 1986 wurde der Trägerverein gegründet. Sendestart war der 13. Oktober 1989. Gesendet wurde aus dem Nordflügel des Exzellenzhauses. 2003 zog der Sender mit Unterstützung der Stadt Trier in größere Räume in die neu errichtete Veranstaltungshalle Arena Trier um. Durch die räumliche Nähe konnten nun Synergien genutzt werden und die technische Anbindung an die Halle eröffnete neue Produktionsmöglichkeiten. 2007 wurde das Programm in OK54 umbenannt.

## Weitere Aufgaben
Der gemeinnützige Trägerverein Offener Kanal Trier engagiert sich neben den Aufgaben des Sende- und Produktionsbetriebs des regionalen Fernsehprogramms insbesondere im Bereich der Medienkompetenzvermittlung und Ausbildung. Neben den Qualifizierungsmaßnahmen für Einzelpersonen gibt es auch Angebote für Schulen, Jugendeinrichtungen, Studienprojekte, Vereine und andere Gruppen. Im März 2007 wurde der Sender Gründungspartner des Medienkompetenznetzwerks (MKN) Trier.

## Sendungen und Produktionen
Durch die direkte Anbindung an die Arena Trier sind viele Spiele der örtlichen Sportmannschaften, die die Halle als Heimspielstätte nutzen, sowohl im eigenen Programm als auch bei anderen Sendern zu finden.